# 장광타이
장광타이(중국어 간체자: 蒋光太, 정체자: 蔣光太, 병음: Jiǎng Guāngtài, 한자음: 장광태, 1994년 5월 27일~)는 잉글랜드 출신 중화인민공화국의 축구 선수로 포지션은 중앙 수비수, 오른쪽 풀백이다. 현재 중국 슈퍼리그의 상하이 하이강과 중국 축구 국가대표팀에서 활동하고 있다.
영어 이름은 타이어스 찰스 브라우닝(영어: Tyias Charles Browning)이었으며 2019년 중화인민공화국으로 귀화하고 이름을 중국어식 '장광타이'로 개명했다.

## 어린 시절
장광타이는 1994년 영국 리버풀에서 타이어스 찰스 브라우닝(영어: Tyias Charles Browning)이라는 이름으로 태어났다. 그의 외할아버지 잉윙 치앙(영어: Ying-Wing Chiang, 중국어 간체자: 蒋英荣, 정체자: 蔣英榮, 병음: Jiǎng Yīngróng 장잉룽[*], 한자음: 장영영, 1939~1992)은 중화인민공화국 신후이구에서 영국 메이클즈필드로 이민을 간 광푸인계 영국인이었다. 그는 영국에서 요리사로 활동하면서 영국인 흑인 여성과 결혼했고 둘 사이에서 장광타이의 어머니를 보았다.
타이어스는 리 니컬스, 잭 필립스와 함께 같은 학교를 다녔고 이들은 위건 애슬레틱 FC에서 다시 만나게 되었다.